# موقعیت‌یابی مغناطیسی
موقعیت یابی مغناطیسی یک سیستم موقعیت یابی فضاهای داخلی است که از ناهنجاری‌های میدان مغناطیسی معمولی در تنظیمات داخلی با استفاده از آنها به عنوان امضاهای تشخیص مکان متمایز استفاده می‌کند. اولین استناد از موقعیت یابی بر اساس ناهنجاری مغناطیسی را می‌توان به کاربردهای نظامی در سال ۱۹۷۰ ردیابی کرد. استفاده از ناهنجاری‌های میدان مغناطیسی برای موقعیت یابی داخل ساختمان برای اولین بار در مقالات مربوط به رباتیک در اوایل سال ۲۰۰۰ ادعا شد.
بیشتر برنامه‌های کاربردی اخیر می‌توانند از داده‌های سنسور مغناطیسی از تلفن هوشمند استفاده کنند که برای مکان‌یابی بی‌سیم اجسام یا افراد در داخل ساختمان استفاده می‌شود.
در حال حاضر هیچ استانداردی برای IPS وجود ندارد، با این حال به نظر می‌رسد موقعیت یابی مغناطیسی کامل‌ترین و مقرون به صرفه‌ترین باشد. این دقت بدون نیاز به سخت‌افزار و هزینه کل مالکیت نسبتاً پایین را ارائه می‌دهد. بر اساس تحقیقات Opus، موقعیت یابی مغناطیسی به عنوان یک فناوری مکان یابی داخلی «بنیادی» ظاهر خواهد شد.

## شرکت‌ها

### GiPStech
تحقیقات مستقل در سال ۲۰۱۱ تیمی از محققان را گرد هم آورد تا بر روی ناهنجاری‌های میدان ژئومغناطیسی به عنوان یک میدان طبیعی در دسترس برای بومی سازی دستگاه‌های الکترونیکی مصرفی استفاده شود.
پس از چند سال تحقیق و آزمایش، آنها توانستند یک پلتفرم محلی سازی داخلی را پیاده‌سازی کنند که بر اساس اثرانگشت یک میدان ژئومغناطیسی ساختمان و همجوشی حسگر پیشرفته، قادر به مکان یابی دقیق دستگاه و کاربر آن بدون هیچ گونه زیرساختی بود. علاوه بر این، این پلتفرم همچنین قادر به جبران بسیاری از مسائل شناخته شده تغییرپذیری میدان مغناطیسی محلی بود.
در سال ۲۰۱۴، این تیم GiPStech را - به عنوان آکادمیک فرعی دانشگاه دلا کالابریا - برای تکمیل تحقیق و توسعه و تجاری‌سازی پلتفرم تأسیس کرد.

### Indoor Atlas
پروفسور Janne Haverinen و Anssi Kemppainen نیز روی رویکرد مغناطیسی کار کردند. با توجه به اینکه اعوجاج مغناطیسی ساختمان‌ها باعث گمراهی ماشین‌ها می‌شود، در نهایت مشکل را تغییر دادند و توجه را بر تداخل‌های مغناطیسی ناشی از سازه‌های فولادی متمرکز کردند. چیزی که آنها دریافتند این بود که اختلالات درون آنها ثابت بود و یک اثر انگشت مغناطیسی منحصر به فرد برای یک ساختمان ایجاد کرد.
پروفسور Janne Haverinen در سال ۲۰۱۲ شرکت IndoorAtlas را برای تجاری سازی راه حل موقعیت یابی مغناطیسی با دفتر مرکزی دوگانه در مانتین ویو، کالیفرنیا(Mountain View, CA) و اولو(Oulu) فنلاند تأسیس کرد.

## مشکلات
میدان مغناطیسی محلی تحت تأثیر اجسام فلزی متحرک مانند بالابرها یا کابینت‌های فلزی قرار می‌گیرد.